# 21505 Bernert
A 21505 Bernert (ideiglenes jelöléssel 1998 KG28) a Naprendszer kisbolygóövében található aszteroida. A LINEAR projekt keretében fedezték fel 1998. május 22-én.